# Alexandre Manuel Albino de Carvalho
Alexandre Manuel Albino de Carvalho (1812 — 1894) foi um político brasileiro.
Foi presidente da província do Mato Grosso, de 15 de julho de 1863 a 9 de agosto de 1865.